# Bad World Tour
Bad World Tour var den amerikanska artisten Michael Jacksons första soloturné, som gjordes för att promota albumet Bad. Turnén sponsrades av Pepsi och höll på i 16 månader. Under turnén spelades sammanlagt 123 konserter för 4,4 miljoner fans i 15 länder. Turnén spelade sammanlagt in över 125 miljoner dollar, vilket gjorde den turné på 1980-talets som spelat in mest pengar, efter Pink Floyd's turné Momentary Lapse of Reason Tour.
Turnén platsade även i Guinness Rekordbok som turnén med störst intäkter, samt turnén med högsta publiksiffra.

## Historia
Turnén började i september 1987 med 14 utsålda konserter på Korakuen Stadium i Tokyo i Japan. Det var Jacksons första framträdande i Japan sedan tiden med Jackson 5.
USA-delen av turnén startade i Kansas City med två utsålda konserter på Kemper Arena. Under konserten den 3 mars 1988 på Madison Square Garden i New York gjorde bakgrundssångerskan Tatiana Thumbtzen entré under låten "The Way You Make Me Feel" och kysste Jackson på scenen. Thumbtzen ersattes sedan av Sheryl Crow.
Den europeiska delen av turnén startade i maj med två konserter på Flaminio Stadium i Rom. Den 8 september 1988 fick Michael Jackson pris av ledningen för Wembley Stadium i London för att ha slagit ett världsrekord som än idag står fast, sju utsålda konserter på Wembley Stadium med totalt 504 000 personer i publiken. Kim Wilde fick äran att uppträda som förband på den europeiska delen av Bad World Tour.
Den 27 januari 1989 spelades den 123:e och sista konserten under turnén i Los Angeles.
Jackson hade innan turnéns start sagt att detta skulle bli hans sista turné och att han ville få den så imponerande som möjligt. Jackson kom att göra ytterligare två världsturnéer.
Turnén kom till Sverige i juni 1988, där två slutsålda konserter spelades i Göteborg. Nya Ullevi var vid den tiden under reparation varpå en ny scen riggades på Eriksbergsvarvet. Eftersom konserterna hölls i juni så var det ljust stora delar av dem.

## Låtlista

### 1987[11]
1. Wanna Be Startin' Somethin'
2. Things I Do For You
3. Off the Wall
4. Human Nature
5. This Place Hotel
6. She's Out Of My Life

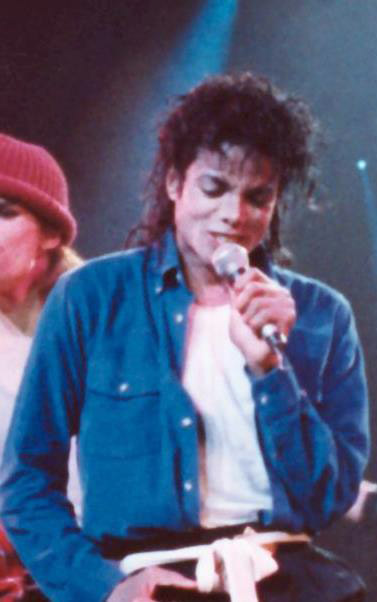
Bad Tour, 1988.

7. Jackson 5 Medley (I Want You Back, The Love You Save, I'll Be There)
8. Rock With You
9. You Are My Lovely One
10. Working Day And Night
11. Beat It
12. Billie Jean
13. Shake Your Body (Down To The Ground)
14. Thriller
15. I Just Can't Stop Loving You
16. Bad

### 1988-1989[11]
1. Wanna Be Startin' Somethin'
2. Heartbreak Hotel
3. Another Part Of Me
4. I Just Can't Stop Loving You (duett med Sheryl Crow)
5. She's Out Of My Life
6. Jackson 5 Medley (I Want You Back, The Love You Save, I'll Be There)
7. Rock With You
8. Human Nature
9. Smooth Criminal
10. Dirty Diana
11. Thriller
12. Bad Groove (jam av bandet)
13. Working Day And Night
14. Billie Jean
15. Beat It
16. Bad

Extranummer
1. The Way You Make Me Feel
2. Man in the Mirror

## Turnédatum
| Datum             | Stad            | Land          | Arena                             |
| ----------------- | --------------- | ------------- | --------------------------------- |
| Asien             |                 |               |                                   |
| 12 september 1987 | Tokyo           | Japan         | Korakuen Stadium                  |
| 13 september 1987 | Tokyo           | Japan         | Korakuen Stadium                  |
| 14 september 1987 | Tokyo           | Japan         | Korakuen Stadium                  |
| 19 september 1987 | Nishinomiya     | Japan         | Hankyu Nishinomiya Stadium        |
| 20 september 1987 | Nishinomiya     | Japan         | Hankyu Nishinomiya Stadium        |
| 21 september 1987 | Nishinomiya     | Japan         | Hankyu Nishinomiya Stadium        |
| 25 september 1987 | Yokohama        | Japan         | Yokohama Stadium                  |
| 26 september 1987 | Yokohama        | Japan         | Yokohama Stadium                  |
| 27 september 1987 | Yokohama        | Japan         | Yokohama Stadium                  |
| 3 oktober 1987    | Yokohama        | Japan         | Yokohama Stadium                  |
| 4 oktober 1987    | Yokohama        | Japan         | Yokohama Stadium                  |
| 10 oktober 1987   | Osaka           | Japan         | Osaka Stadium                     |
| 11 oktober 1987   | Osaka           | Japan         | Osaka Stadium                     |
| 12 oktober 1987   | Osaka           | Japan         | Osaka Stadium                     |
| Oceanien          |                 |               |                                   |
| 13 november 1987  | Melbourne       | Australien    | Olympic Park Stadium              |
| 20 november 1987  | Sydney          | Australien    | Parramatta Stadium                |
| 21 november 1987  | Sydney          | Australien    | Parramatta Stadium                |
| 27 november 1987  | Brisbane        | Australien    | Brisbane Entertainment Centre     |
| 28 november 1987  | Brisbane        | Australien    | Brisbane Entertainment Centre     |
| Nordamerika       |                 |               |                                   |
| 23 februari 1988  | Kansas City     | USA           | Kemper Arena                      |
| 24 februari 1988  | Kansas City     | USA           | Kemper Arena                      |
| 3 mars 1988       | New York        | USA           | Madison Square Garden             |
| 5 mars 1988       | New York        | USA           | Madison Square Garden             |
| 6 mars 1988       | New York        | USA           | Madison Square Garden             |
| 12 mars 1988      | St. Louis       | USA           | St. Louis Arena                   |
| 13 mars 1988      | St. Louis       | USA           | St. Louis Arena                   |
| 18 mars 1988      | Indianapolis    | USA           | Market Square Arena               |
| 19 mars 1988      | Indianapolis    | USA           | Market Square Arena               |
| 20 mars 1988      | Louisville      | USA           | Freedom Hall                      |
| 24 mars 1988      | Denver          | USA           | McNichols Sports Arena            |
| 25 mars 1988      | Denver          | USA           | McNichols Sports Arena            |
| 26 mars 1988      | Denver          | USA           | McNichols Sports Arena            |
| 30 mars 1988      | Hartford        | USA           | Hartford Civic Center             |
| 31 mars 1988      | Hartford        | USA           | Hartford Civic Center             |
| 1 april 1988      | Hartford        | USA           | Hartford Civic Center             |
| 8 april 1988      | Houston         | USA           | The Summit                        |
| 9 april 1988      | Houston         | USA           | The Summit                        |
| 10 april 1988     | Houston         | USA           | The Summit                        |
| 13 april 1988     | Atlanta         | USA           | Omni Coliseum                     |
| 14 april 1988     | Atlanta         | USA           | Omni Coliseum                     |
| 15 april 1988     | Atlanta         | USA           | Omni Coliseum                     |
| 19 april 1988     | Rosemont        | USA           | Rosemont Horizon                  |
| 20 april 1988     | Rosemont        | USA           | Rosemont Horizon                  |
| 21 april 1988     | Rosemont        | USA           | Rosemont Horizon                  |
| 24 april 1988     | Dallas          | USA           | Reunion Arena                     |
| 25 april 1988     | Dallas          | USA           | Reunion Arena                     |
| 26 april 1988     | Dallas          | USA           | Reunion Arena                     |
| 4 maj 1988        | Minneapolis     | USA           | Met Center                        |
| 5 maj 1988        | Minneapolis     | USA           | Met Center                        |
| 6 maj 1988        | Minneapolis     | USA           | Met Center                        |
| Europa            |                 | USA           |                                   |
| 23 maj 1988       | Rom             | Italien       | Stadio Flaminio                   |
| 24 maj 1988       | Rom             | Italien       | Stadio Flaminio                   |
| 29 maj 1988       | Turin           | Italien       | Stadio Olimpico di Torino         |
| 2 juni 1988       | Wien            | Österrike     | Praterstadion                     |
| 5 juni 1988       | Rotterdam       | Nederländerna | Feijenoord Stadium                |
| 6 juni 1988       | Rotterdam       | Nederländerna | Feijenoord Stadium                |
| 7 juni 1988       | Rotterdam       | Nederländerna | Feijenoord Stadium                |
| 11 juni 1988      | Göteborg        | Sverige       | Eriksberg                         |
| 12 juni 1988      | Göteborg        | Sverige       | Eriksberg                         |
| 16 juni 1988      | Basel           | Schweiz       | St. Jakob Stadium                 |
| 19 juni 1988      | Berlin          | Tyskland      | Reichstag Grounds                 |
| 23 juni 1988      | Lyon            | Frankrike     | Stade de Gerland                  |
| 27 juni 1988      | Paris           | Frankrike     | Parc des Princes                  |
| 28 juni 1988      | Paris           | Frankrike     | Parc des Princes                  |
| 1 juli 1988       | Hamburg         | Tyskland      | Volksparkstadion                  |
| 3 juli 1988       | Köln            | Tyskland      | Müngersdorfer Stadium             |
| 8 juli 1988       | Munich          | Tyskland      | Olympiastadion                    |
| 10 juli 1988      | Hockenheim      | Tyskland      | Hockenheimring                    |
| 14 juli 1988      | London          | England       | Wembley Stadium                   |
| 15 juli 1988      | London          | England       | Wembley Stadium                   |
| 16 juli 1988      | London          | England       | Wembley Stadium                   |
| 22 juli 1988      | London          | England       | Wembley Stadium                   |
| 23 juli 1988      | London          | England       | Wembley Stadium                   |
| 26 juli 1988      | Cardiff         | Wales         | Cardiff Arms Park                 |
| 30 juli 1988      | Cork            | Irland        | Páirc Uí Chaoimh                  |
| 31 juli 1988      | Cork            | Irland        | Páirc Uí Chaoimh                  |
| 5 augusti 1988    | Marbella        | Spanien       | Estadio Municipal de Marbella     |
| 7 augusti 1988    | Madrid          | Spanien       | Vicente Calderón Stadium          |
| 9 augusti 1988    | Barcelona       | Spanien       | Camp Nou                          |
| 12 augusti 1988   | Montpellier     | Frankrike     | Stade Richter                     |
| 14 augusti 1988   | Nice            | Frankrike     | Stade Charles-Ehrmann             |
| 19 augusti 1988   | Lausanne        | Schweiz       | Stade olympique de la Pontaise    |
| 21 augusti 1988   | Würzburg        | Tyskland      | Talavera Wiesen                   |
| 23 augusti 1988   | Werchter        | Belgien       | Werchter Festival Grounds         |
| 26 augusti 1988   | London          | England       | Wembley Stadium                   |
| 27 augusti 1988   | London          | England       | Wembley Stadium                   |
| 29 augusti 1988   | Leeds           | England       | Roundhay Park                     |
| 2 september 1988  | Hannover        | Tyskland      | Niedersachsenstadion              |
| 4 september 1988  | Gelsenkirchen   | Tyskland      | Parkstadion                       |
| 6 september 1988  | Linz            | Österrike     | Linzer Stadion                    |
| 10 september 1988 | Milton Keynes   | England       | National Bowl                     |
| 11 september 1988 | Liverpool       | England       | Aintree Racecourse                |
| Nordamerika       |                 |               |                                   |
| 26 september 1988 | Pittsburgh      | USA           | Civic Arena                       |
| 27 september 1988 | Pittsburgh      | USA           | Civic Arena                       |
| 28 september 1988 | Pittsburgh      | USA           | Civic Arena                       |
| 3 oktober 1988    | East Rutherford | USA           | Brendan Byrne Arena               |
| 4 oktober 1988    | East Rutherford | USA           | Brendan Byrne Arena               |
| 5 oktober 1988    | East Rutherford | USA           | Brendan Byrne Arena               |
| 10 oktober 1988   | Cleveland       | USA           | Richfield Coliseum                |
| 11 oktober 1988   | Cleveland       | USA           | Richfield Coliseum                |
| 13 oktober 1988   | Landover        | USA           | Capital Centre                    |
| 17 oktober 1988   | Landover        | USA           | Capital Centre                    |
| 18 oktober 1988   | Landover        | USA           | Capital Centre                    |
| 19 oktober 1988   | Landover        | USA           | Capital Centre                    |
| 24 oktober 1988   | Auburn Hills    | USA           | The Palace of Auburn Hills        |
| 25 oktober 1988   | Auburn Hills    | USA           | The Palace of Auburn Hills        |
| 26 oktober 1988   | Auburn Hills    | USA           | The Palace of Auburn Hills        |
| 31 oktober 1988   | Tacoma          | USA           | Tacoma Dome                       |
| 1 november 1988   | Tacoma          | USA           | Tacoma Dome                       |
| 2 november 1988   | Tacoma          | USA           | Tacoma Dome                       |
| 7 november 1988   | Irvine          | USA           | Irvine Meadows Amphitheatre       |
| 8 november 1988   | Irvine          | USA           | Irvine Meadows Amphitheatre       |
| 9 november 1988   | Irvine          | USA           | Irvine Meadows Amphitheatre       |
| 13 november 1988  | Los Angeles     | USA           | Los Angeles Memorial Sports Arena |
| Asien             |                 | USA           |                                   |
| 9 december 1988   | Tokyo           | Japan         | Tokyo Dome                        |
| 10 december 1988  | Tokyo           | Japan         | Tokyo Dome                        |
| 11 december 1988  | Tokyo           | Japan         | Tokyo Dome                        |
| 17 december 1988  | Tokyo           | Japan         | Tokyo Dome                        |
| 18 december 1988  | Tokyo           | Japan         | Tokyo Dome                        |
| 19 december 1988  | Tokyo           | Japan         | Tokyo Dome                        |
| 24 december 1988  | Tokyo           | Japan         | Tokyo Dome                        |
| 25 december 1988  | Tokyo           | Japan         | Tokyo Dome                        |
| 26 december 1988  | Tokyo           | Japan         | Tokyo Dome                        |
| Nordamerika       |                 |               |                                   |
| 16 januari 1989   | Los Angeles     | USA           | Los Angeles Memorial Sports Arena |
| 17 januari 1989   | Los Angeles     | USA           | Los Angeles Memorial Sports Arena |
| 18 januari 1989   | Los Angeles     | USA           | Los Angeles Memorial Sports Arena |
| 26 januari 1989   | Los Angeles     | USA           | Los Angeles Memorial Sports Arena |
| 27 januari 1989   | Los Angeles     | USA           | Los Angeles Memorial Sports Arena |